# Acanthodelta russoi
Acanthodelta russoi là một loài bướm đêm trong họ Noctuidae.